# Geofil
Geofilii sunt acele organisme, ce fac parte din biogeocenoză, care nu trăiesc permanent în mediul subteran, ci numai o perioadă, un ciclu din viață. Majoritatea geofililor sunt larve ale insectelor, ce trăiesc în sol numai până la maturitate.